# كميلي (مقاطعة فيروزآباد)
كميلي (بالفارسية: کمیلی) هي قرية تقع في قسم دادنجان الريفي في إيران. يقدر عدد سكانها بـ 61 نسمة بحسب إحصاء 2016.